# ناسيون (مترو باريس)
ناسيون (بالفرنسية: Nation (Paris Métro and RER))‏ هي محطة مترو تابعة لمترو باريس تقع في فرنسا في الدائرة الحادية عشرة في باريس.[بحاجة لمصدر]

## معرض صور

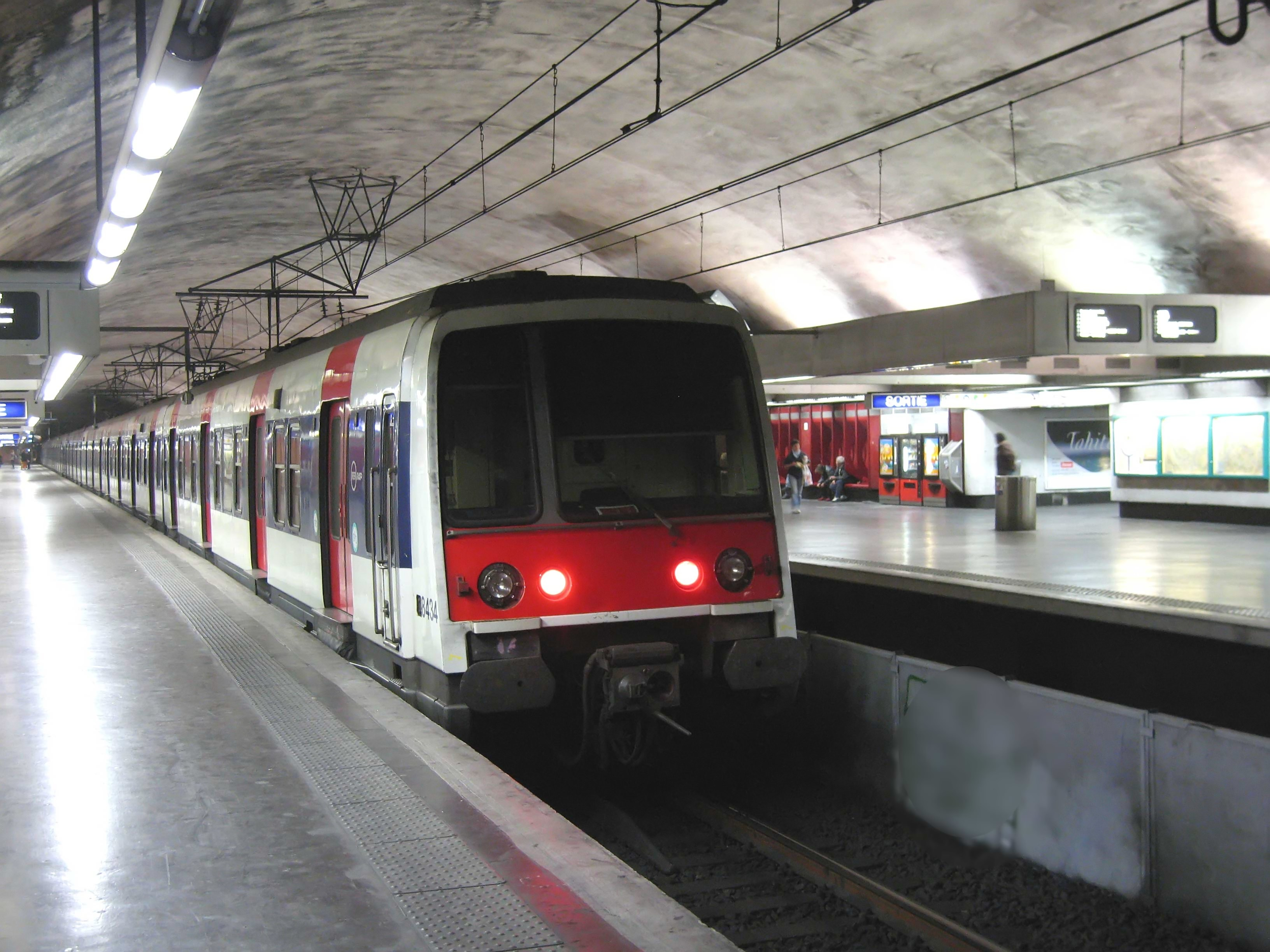
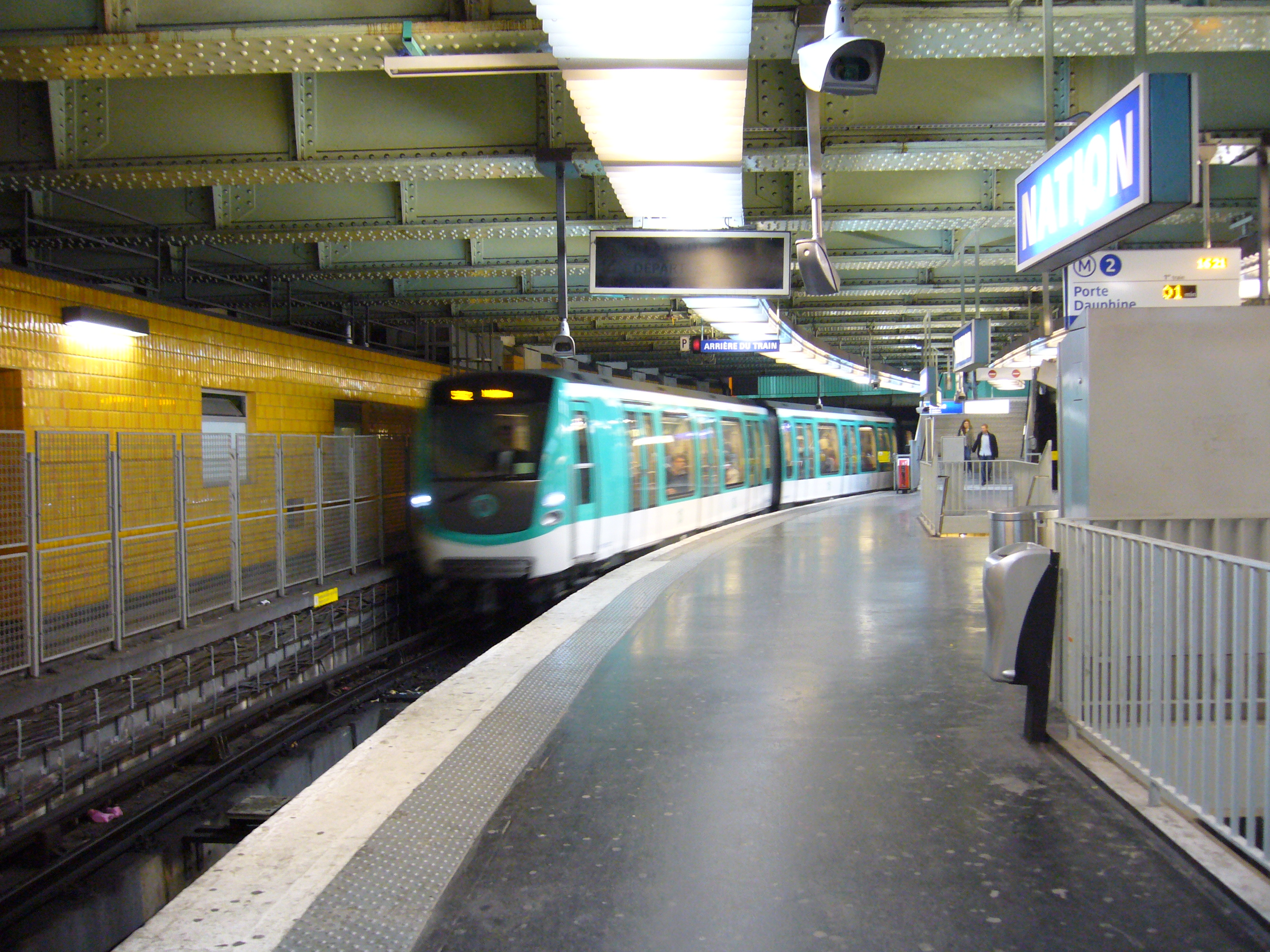
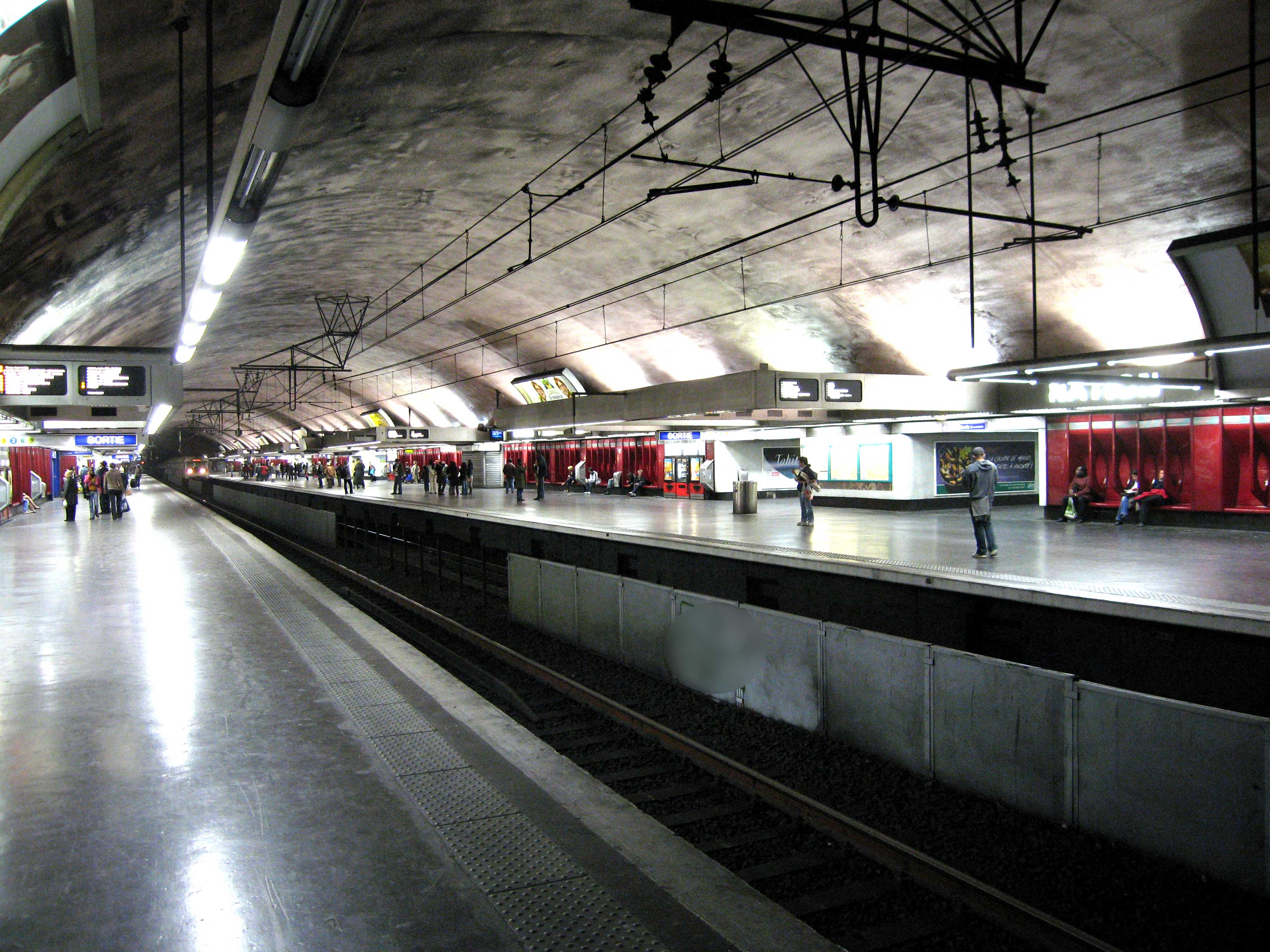
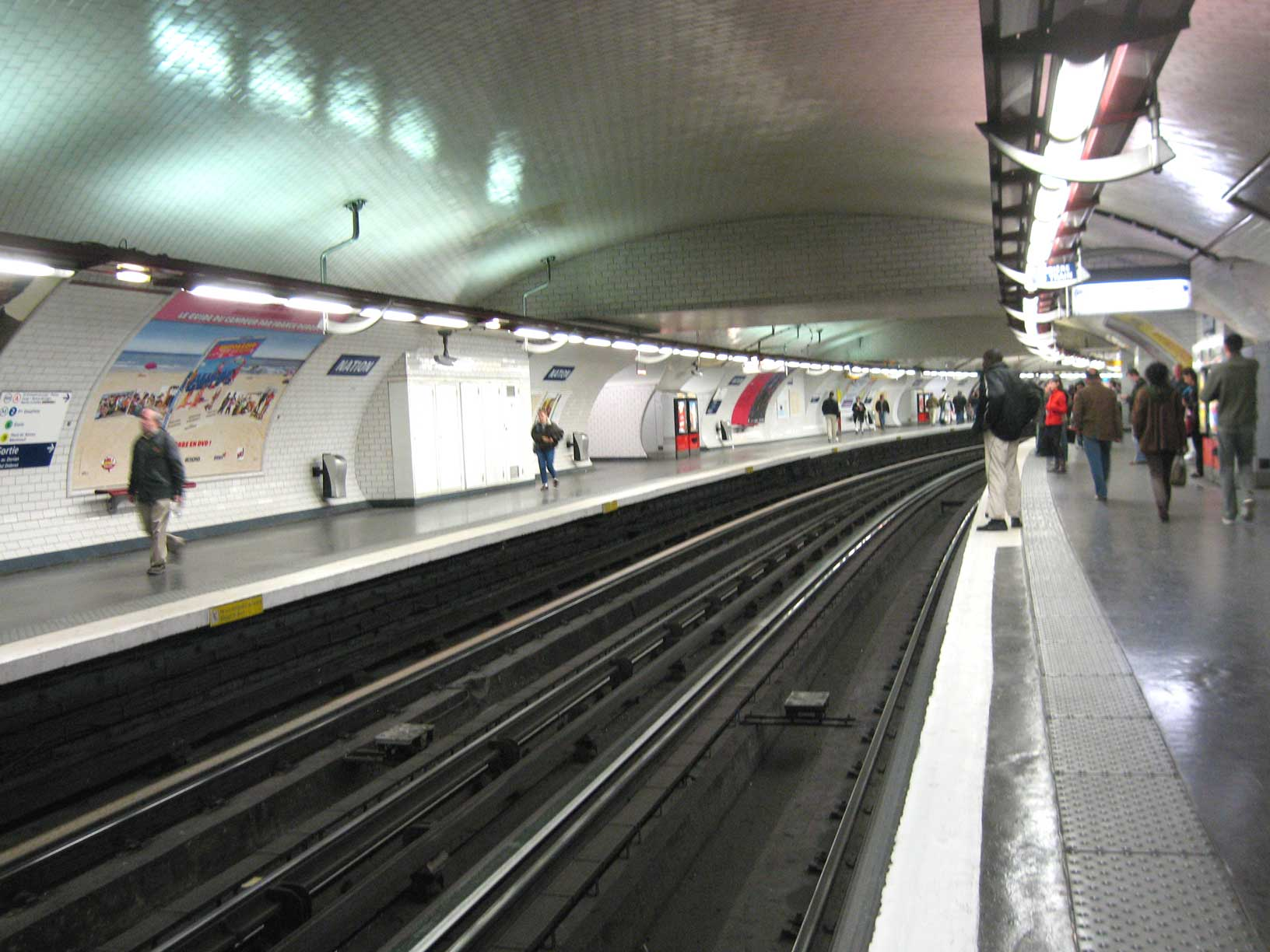
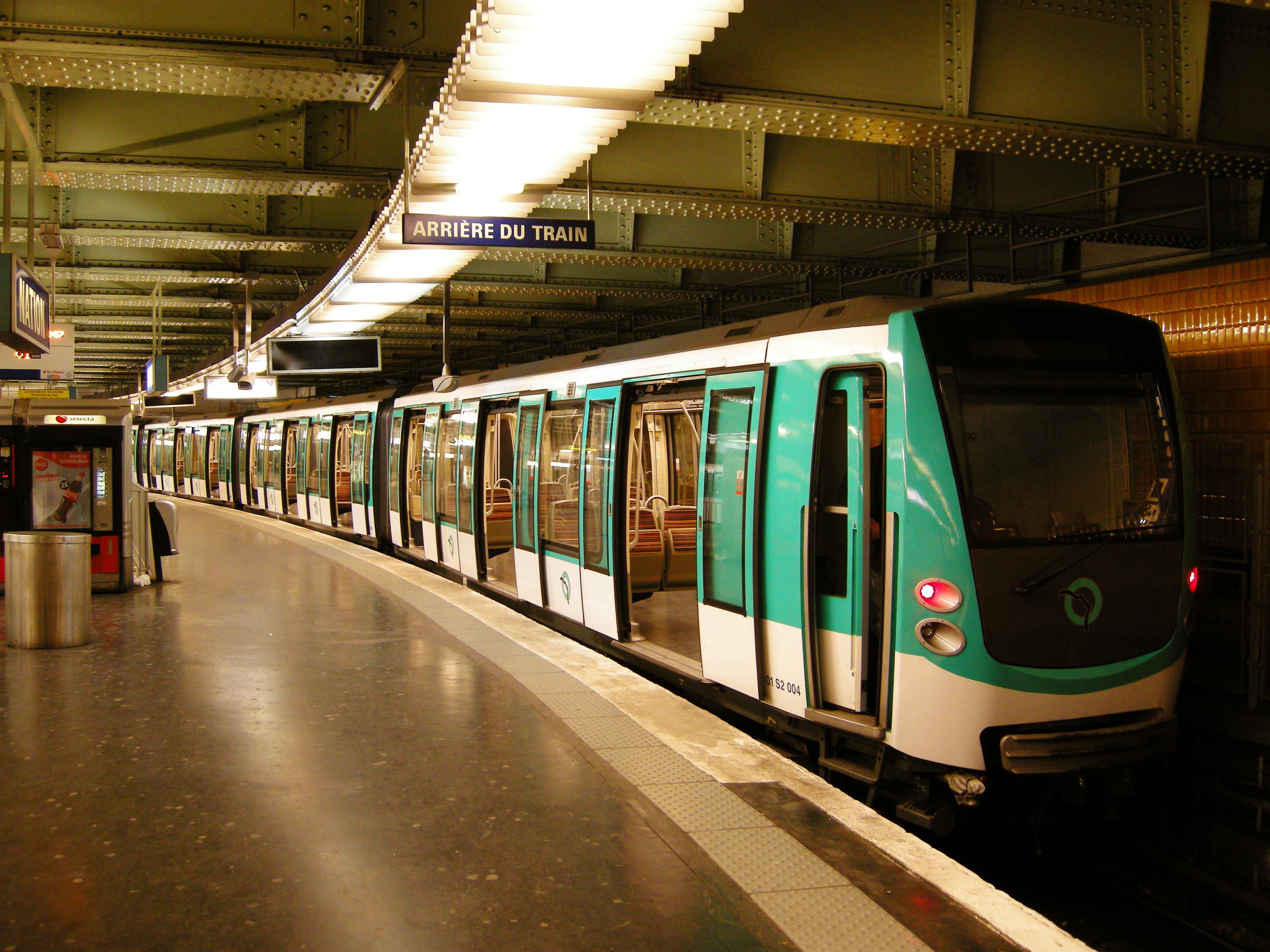
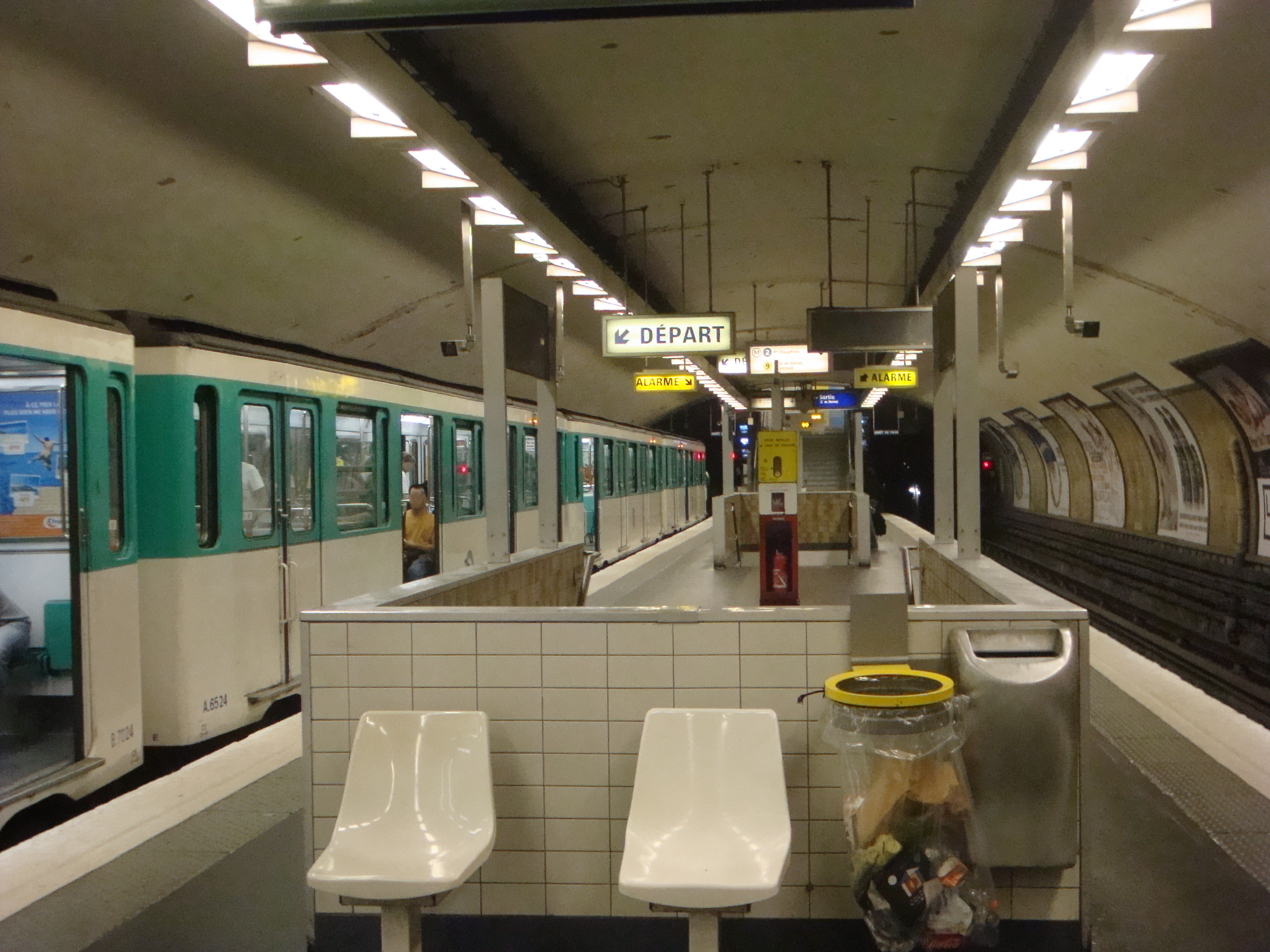